# Anna Przybylska

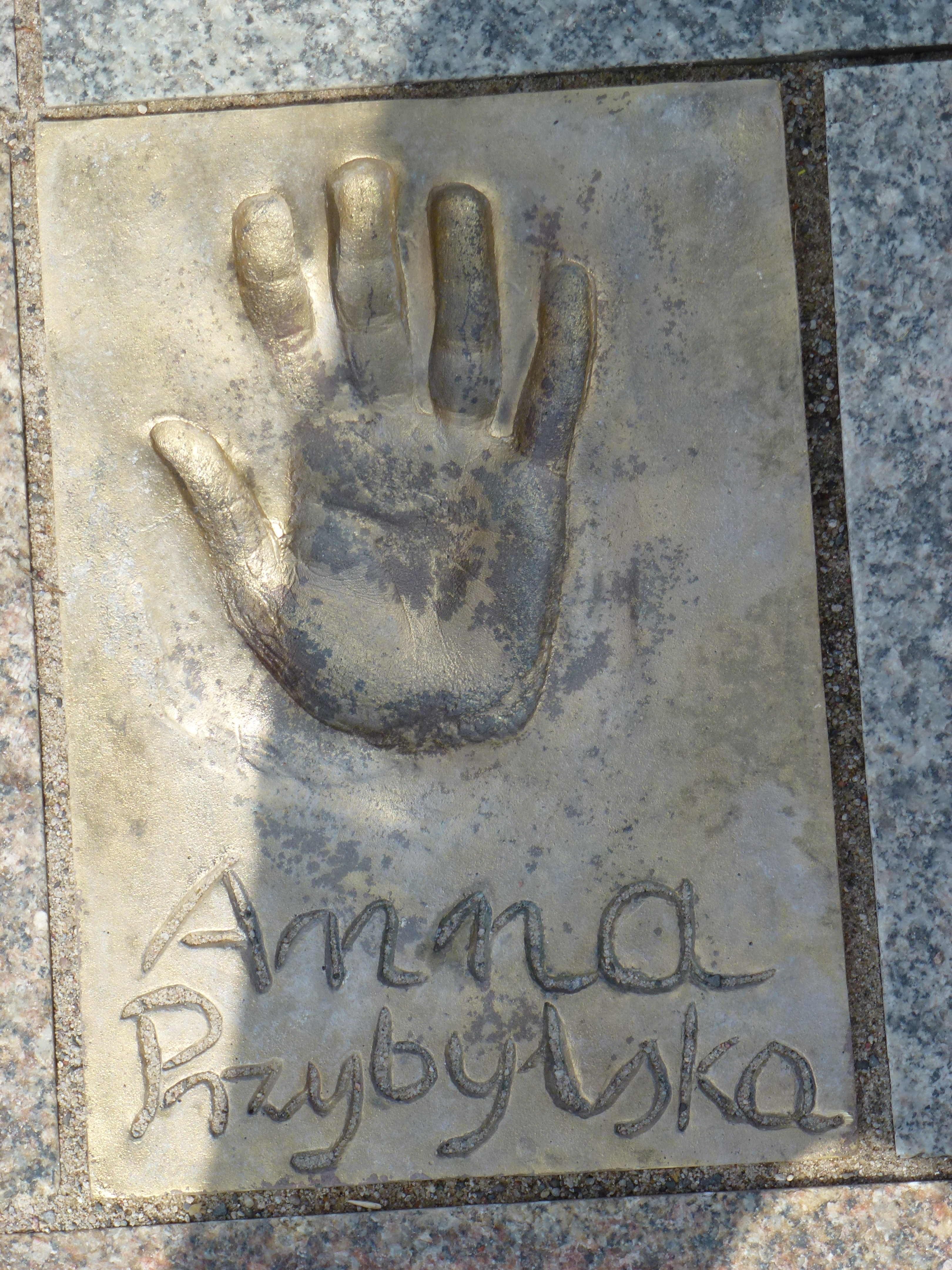
Odcisk dłoni aktorki w Alei Gwiazd w Międzyzdrojach

Anna Maria Przybylska (ur. 26 grudnia 1978 w Gdyni, zm. 5 października 2014 tamże) – polska aktorka i fotomodelka.

## Życiorys

### Wczesne lata
Urodziła się 26 grudnia 1978 o godz. 3:20 w Gdyni. Była córką Bogdana Przybylskiego (1942–1995) – komandora porucznika Marynarki Wojennej, który zmarł 20 sierpnia 1995 wskutek choroby nowotworowej, oraz Krystyny, z zawodu technika gastronomii. Miała siostrę, Agnieszkę (ur. 1974).
W dzieciństwie występowała w dziecięcym zespole wokalno-tanecznym Jantarki.
W 1997 ukończyła IX Liceum Ogólnokształcące im. Marszałka Józefa Piłsudskiego w Gdyni. Studiowała pedagogikę obronną na Akademii Marynarki Wojennej w Gdyni, ale przerwała studia po pierwszym roku.

### Kariera
Przed rozpoczęciem kariery aktorskiej należała do agencji modelek Perfect Studio. W 1994 dotarła do pierwszej trójki konkursu Twarz Roku.
Jako aktorka zadebiutowała w 1997, odgrywając postać „Suczki” w filmie Radosława Piwowarskiego Ciemna strona Wenus. W 1998 zadebiutowała w telewizji rolą Marylki w serialu Złotopolscy, emitowanym na antenie TVP2. Rola przyniosła jej największą popularność. W tym okresie współpracowała także z Mirosławem Judkowiakiem, pomagając mu przy realizacjach jego produkcji, m.in. teledysków zespołu muzycznego Akcent. W 2000 zagrała „Laskę” w filmie Sezon na leszcza. W latach 2003–2011 wcielała się w rolę dr Kariny w sitcomie Daleko od noszy, emitowanym przez telewizję Polsat.
W listopadzie 2000 i w czerwcu 2002 wystąpiła w sesjach zdjęciowych dla magazynu „Playboy”. W latach 2004–2013 była ambasadorką kosmetyków marki Astor w Polsce, a od 2006, jako pierwsza w historii Polka, w całej Europie. Brała udział również w kampanii reklamowej marki obuwniczej CCC, marki kosmetycznej Garnier oraz sieci telefonii komórkowej Play.
Otrzymała propozycję prowadzenia programu Perfekcyjna pani domu i jurorowania w Mam talent! (obie produkcje realizowane przez TVN), jednak odrzuciła oferty.
Była matką chrzestną promu MF Stena Spirit.

### Choroba i śmierć
Pod koniec lipca 2013 przeszła operację usunięcia guza trzustki w gdańskiej klinice. Leczyła się także w Szwajcarii. Zmarła 5 października 2014, o godz. 15:18, w swoim rodzinnym domu w Gdyni Orłowie. 9 października 2014 została pochowana w grobie swojego ojca, na cmentarzu przy parafii św. Michała Archanioła w Gdyni.

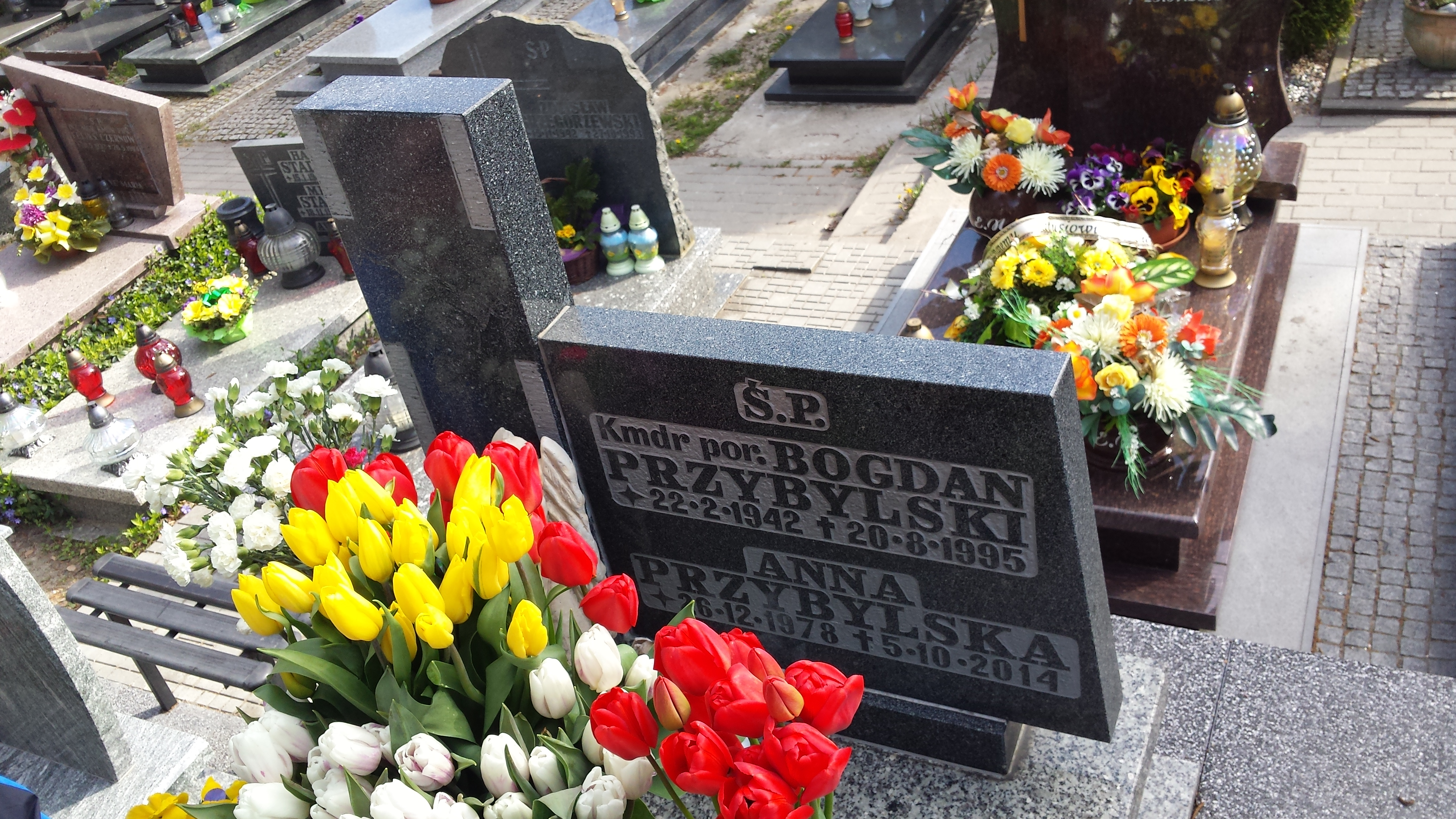
Grób Anny Przybylskiej na Cmentarzu Parafialnym w Gdyni-Oksywiu

## Życie prywatne

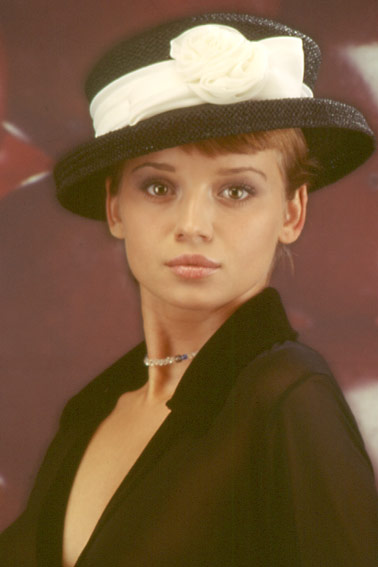
Anna Przybylska (2000)

W 2000 poślubiła tenisistę Dominika Zygrę, rok później rozwiedli się. Następnie była w związku z piłkarzem Jarosławem Bieniukiem, z którym miała córkę Oliwię (ur. 18 października 2002) oraz dwóch synów: Szymona (ur. 13 stycznia 2006) i Jana (ur. 21 marca 2011).

## Filmografia
| Rok       | Tytuł                                      | Rola                                               | Uwagi                                                             |
| --------- | ------------------------------------------ | -------------------------------------------------- | ----------------------------------------------------------------- |
| 1997      | Ciemna strona Wenus                        | „Suczka”                                           | dramat psychologiczny, reżyseria: Radosław Piwowarski             |
| 1998–2010 | Złotopolscy                                | Marylka Baka-Gabriel (odcinki: 53–1118)            | serial obyczajowy, reżyseria: Radosław Piwowarski i inni          |
| 1999      | Lot 001                                    | Julia                                              | sitcom, reżyseria: Andrzej Zaorski, Krzysztof Lang, Filip Zylber  |
| 1999      | Gwiazdka w Złotopolicach                   | Marylka                                            | film obyczajowy, reżyseria: Radosław Piwowarski                   |
| 2000      | Sezon na leszcza                           | „Laska”                                            | film sensacyjny, reżyseria: Bogusław Linda                        |
| 2001      | Lokatorzy                                  | Asia, siostra Krysi (odcinek: 38)                  | sitcom, reżyseria: Feridun Erol                                   |
| 2001      | Licencja na zaliczanie                     | koleżanka                                          | film komediowy, reżyseria: Paweł Czarzasty                        |
| 2002      | Superprodukcja                             | Donata Fiok                                        | film komediowy, reżyseria: Juliusz Machulski                      |
| 2002      | Rób swoje, ryzyko jest twoje               | Gryzelda, miłość Lutka                             | film komediowy, reżyseria: Marian Terlecki                        |
| 2002      | Kariera Nikosia Dyzmy                      | ministrowa Jadzia Jaszuńska                        | film komediowy, reżyseria: Jacek Bromski                          |
| 2002      | Dzień świra                                | policjantka – sąsiadka z góry                      | film komedio-dramatyczny, reżyseria: Marek Koterski               |
| 2003–2009 | Daleko od noszy                            | dr Karina Juraś (odcinki: 14–192, 212)             | serial komediowy, reżyseria: Krzysztof Jaroszyński                |
| 2003      | Królowa chmur                              | Kasia                                              | film dramatyczny, reżyseria: Radosław Piwowarski                  |
| 2004      | Rh+                                        | Marta                                              | film sensacyjny, reżyseria: Jarosław Żamojda                      |
| 2005      | Solidarność, Solidarność... I wie pan, co? | sekretarka prezesa                                 | film dramatyczny, reżyseria: Jacek Bromski                        |
| 2007      | Niania                                     | Mariola Żarnecka (odcinek: 65)                     | sitcom, reżyseria: Jerzy Bogajewicz                               |
| 2007      | Ryś                                        | Jola, pracownica banku                             | film komediowy, reżyseria: Stanisław Tym                          |
| 2007      | Lekcje pana Kuki                           | Ala                                                | film komediowy, reżyseria: Dariusz Gajewski                       |
| 2007      | Kryminalni                                 | Edyta Kielis (odcinek: 85)                         | serial kryminalny, reżyseria: Grzegorz Lewandowski                |
| 2007      | Dlaczego nie!                              | pani Ania                                          | film komediowo-romantyczny, reżyseria: Ryszard Zatorski           |
| 2008      | Limousine                                  | Julia                                              | thriller, reżyseria: Jerome Dassier                               |
| 2009      | Złoty środek                               | Mirka vel Mirek Brzeski                            | film komediowo-romantyczny, reżyseria: Olaf Lubaszenko            |
| 2009      | Synowie                                    | Zuzia, siostrzenica Romana (odcinki: 10–13, 24–25) | serial komediowy, reżyseria: Krzysztof Jaroszyński                |
| 2009      | 39 i pół                                   | piosenkarka Lodzia (odcinki: 33, 37–38)            | serial obyczajowy, reżyseria: Łukasz Jaworski                     |
| 2009      | Załoga G                                   | Juarez (polski dubbing)                            | film fabularno-animowany, reżyseria dubbingu: Wojciech Paszkowski |
| 2010      | Klub szalonych dziewic                     | Karolina Słomka                                    | serial obyczajowy, reżyseria: Robert Wichrowski, Kinga Lewińska   |
| 2010–2011 | Daleko od noszy 2                          | dr Karina Juraś                                    | serial komediowy, reżyseria: Krzysztof Jaroszyński                |
| 2011      | Warsaw Dark                                | Matylda-Ojka                                       | thriller, reżyseria: Christopher Doyle                            |
| 2011      | Daleko od noszy. Szpital futpolowy         | dr Karina Juraś                                    | serial komediowy, reżyseria: Krzysztof Jaroszyński                |
| 2012      | Sęp                                        | Natasza McCormack                                  | film sensacyjny, reżyseria: Eugeniusz Korin                       |
| 2012      | Bokser                                     | Ewa Pacuła, żona Przemysława Salety                | film biograficzny, reżyseria: Tomasz Blachnicki                   |
| 2012      | Lekarze                                    | Anita Czajka (odcinek: 7)                          | serial medyczno-obyczajowy, reżyseria: Filip Zylber               |
| 2013      | Komisarz Alex                              | Daria Wolańska (odcinek: 27)                       | serial komediowo-kryminalny, reżyseria: Robert Wichrowski         |
| 2013      | Bilet na Księżyc                           | Halina „Roksana”, tancerka erotyczna               | film komediowo-dramatyczny, reżyseria: Jacek Bromski              |

### Teledyski
- 1997: Udział w teledysku Seweryna do utworu „Daj mi miłość” nakręconym w Sopocie[20].
- 2002: Teledysk „Doktor Dyzma” zespołu Elektryczne Gitary.
- 2010: Przywódczyni armii modelek w teledysku sopockiej grupy Blenders do utworu „Astropunk”.

## Gry komputerowe
- 2004: Gorky 02: Aurora Watching jako Tatiana Gargow
- 2005: Playboy: The Mansion jako Jenny

## Nagrody
- 2005: statuetka „Melonika” na Festiwalu Dobrego Humoru dla najlepszej aktorki komediowej za rolę w serialu Złotopolscy,
- 2005: statuetka „Melonika” na Festiwalu Dobrego Humoru dla najlepszej aktorki komediowej za rolę w serialu Daleko od noszy,
- 2008: tytuł „TOPolki 2007” w plebiscycie organizowanym przez redakcję Wirtualnej Polski[21],
- 2009: tytuł „TOPolki 2008” w plebiscycie organizowanym przez redakcję Wirtualnej Polski[22],
- 2012: statuetka „Plejada Top Ten 2012” za „piękno i za umiejętność godzenia życia rodzinnego z zawodowym”[23],
- 2012: „Diamentowy Klaps Filmowy” na festiwalu Orange Kino Letnie Sopot-Zakopane za „osobowość, wnoszącą do kina pozytywne przesłanie, dostarczające widzom wielu wzruszeń, emocji i pozytywnej energii”[24],
- 2012: odciśnięcie dłoni na Promenadzie Gwiazd podczas 17. Festiwalu Gwiazd w Międzyzdrojach,
- 2013: tytuł „Kobiety Dekady Glamour” przyznany przez miesięcznik „Glamour”[25],
- 2014: tytuł „Najpiękniejszej Polki 2013” w plebiscycie Viva! Najpiękniejsi[26].

## Upamiętnienie
- Utwór Sylwii Grzeszczak pt. „Czy to nie jest piękne?”, który znalazł się na jej albumie Tamta dziewczyna (2016), został napisany przez piosenkarkę z myślą o Przybylskiej w Gdyni w dniu jej pogrzebu[27].
- Serial Daleko od noszy. Reanimacja (2017), będący kontynuacją serialu Daleko od noszy, w którym Przybylska grała jedną z głównych ról, był jej dedykowany[28].
- 27 września 2017 nakładem Wydawnictwa Agora ukazała się książka Ania. Biografia Anny Przybylskiej[29] autorstwa Grzegorza Kubickiego i Macieja Drzewickiego.
- W 2021 przy ul. Partyzantów 24 w Gdańsku powstał mural autorstwa Piotra „Tuse” Jaworskiego z podobizną Przybylskiej[30].
- W 2022 na gdyńskim IX Liceum Ogólnokształcącym przy ul. Orłowskiej odsłonięto mural przedstawiający Przybylską z dziećmi[31].
- W 2022 miał premierę film dokumentalny Ania w reżyserii Michała Bandurskiego i Krystiana Kuczkowskiego[32].
- W 2024 we Wronkach odsłonięty został mural przedstawiający Przybylską, który został umieszczony na ścianie bloku, w którym kiedyś mieszkała[33].